# پراکتیچی
پراکتیچی (به لاتین: Praktichi) یک منطقهٔ مسکونی در روسیه است که در استان آمور واقع شده‌است.